# Vetenskapsåret 1998

## Händelser

### Astronomiochrymdfart
- 26 februari - En total solförmörkelse är från Jorden synlig i Stilla havet, Mellanamerika och Atlanten.[1]
- 26 april - Rymdsonden Cassini passerar Venus.[2]
- 15 maj - Ett forskarlag lett av Adam Riess upptäcker mörk energi.[3]
- 26 juni - Ett forskarlag i San Francisco har upptäckt en planet dubbelt så stor som Jupiter, 15 ljuser bort från Jorden, den planet närmast Solsystemet man någonsin hittat. Den anses vara en gasplanet med en yttemperatur runt 60 minusgrader.[4]
- 29 oktober - 77 år gammal ger sig John Glenn ut i rymden med Discovery för att bidra till åldringsforskningen och bland annat testa medicin mot benskörhet.[5]
- 7 november - Amerikanska rymdfärjan Discovery, med bland andra 77-årige John Glenn i, landar på Jorden efter nio dygn i rymden.[5]
- 7 december - Astronauter från amerikanska rymdfärjan Endeavour kopplar ute i rymden samman de två första modulerna vid bygget av ISS.[5]
- Okänt datum - Rymdsonden Lunar Prospector kretsar under året runt Månen och samlar fakta. Bland de mer sensationella upptäckterna är isstörja vid polerna.[4]
- Okänt datum - För första gången lyckas en internationell grupp av astronomer genom studier av avlägsna supernoor beräkna att universum expanderar med accelererande hastighet.[5]
- Den första sektionen av den internationella rymdstationen ISS sätts i omloppsbana.

### Biologi
- 12 januari - I Paris skriver 19 av Europarådets 40 medlemsstater på ett tilläggsdokument i konventionen om biomedicin, där människokloning förbjuds.[4]
- 20 juli - Kinas myndigheter beslutar att tillgripa kloning för att rädda utrotningshotade jättepandan.[4]
- 14 november - Efter 30 års uppfödningsarbete anses berguven vara räddad från utrotning i Sverige, där det 1998 finns 400-500 vilda par.[5]

### Medicin
- 15 september - Antiimpotensmedlet Viagra godkänns inom EU.[4]
- 26 september - Kikhostan minskar i Sverige, där man 1996 började använda ett nytt vaccin, från cirka 13 000 fall per år till 2 000.[4]
- 21 oktober - I Sverige avslöjas att bara en tredjedel av välgörenhetsorganisationen Cancer- och allergifondens insamlade medel mellan åren 1994 och 1997 gick till forskning och stöd åt cancersjuka, och i praktiken har fonden drivits som familjeföretag, där insamlade pengar bekostat konsultarvoden och löner.[5]
- 20 december - En 27-årig kvinna i Texas, USA som behandlats för barnlöshet föder världens första överlevande åttlingar, barnen väger 320-710 gram och är mycket svaga.[5]

## Pristagare
- Brinellmedaljen: John Olof Edström
- Copleymedaljen: James Lighthill
- Darwinmedaljen: Michael Gale och Graham Moore
- Davymedaljen: Alan Fersht
- De Morgan-medaljen: Robert Alexander Rankin
- Fieldsmedaljen:  Richard Ewen Borcherds, William Timothy Gowers, Maksim Kontsevitj, Curtis T. McMullen samt en silvermedalj till Andrew Wiles
- Göran Gustafssonpriset:
  - Molekylär biologi: Carlos Ibáñez
  - Fysik: Anne l'Huiller
  - Kemi: Christina Moberg
  - Matematik: Oleg Viro
  - Medicin: Lena Claesson-Welsh
- Ingenjörsvetenskapsakademien utdelar Stora guldmedaljen till Gunnar Fant
- Nobelpriset:[6]
  - Fysik: Robert B. Laughlin, Horst L. Störmer, Daniel C. Tsui
  - Kemi: Walter Kohn, John Pople
  - Fysiologi/Medicin: Robert F. Furchgott, Louis J. Ignarro, Ferid Murad
- Steelepriset: Herbert Wilf, Doron Zeilberger, Joseph Silverman och Nathan Jacobson
- Turingpriset: Jim Gray
- Wollastonmedaljen: Karl Karekin Turekian [7]

## Avlidna
- 7 januari – Vladimir Prelog, 91, kroatisk kemist, nobelpristagare.
- 9 januari – Kenichi Fukui, 79, japansk kemist, nobelpristagare.
- 27 februari – George H. Hitchings, 92, amerikansk nobelpristagare.
- 16 mars – Derek Barton, 79, brittisk kemist, nobelpristagare.
- 7 maj – Allan M. Cormack, 74, sydafrikansk nobelpristagare.
- 26 augusti – Frederick Reines, 80, amerikansk fysiker, nobelpristagare.
- 7 december – Martin Rodbell, 73, amerikansk biokemist, nobelpristagare.
- 20 december – Alan L. Hodgkin, 84, brittisk fysiolog, nobelpristagare.

### Fotnoter
1. ↑  Så funkar universum, James Muirden
2. ↑   När Var Hur 2006. DN
3. ↑  Adam G. Riess et al. (Supernova Search Team) (6 mars 1998). ”Observational evidence from supernovae for an accelerating universe and a cosmological constant”. Astronomical J. "116":  ss. 1009–38. doi:10.1086/300499. http://www.arxiv.org/abs/astro-ph/9805201.
4. 1 2 3 4 5 6   När Var Hur 1999. Forum
5. 1 2 3 4 5 6 7   När Var Hur 2000. Forum
6. ↑  ”Nobelpriset”. http://nobelprize.org/nobel_prizes/lists/all/index.html. Läst 10 april 2011.
7. ↑  ”Geological Society”. Arkiverad från originalet den 5 juni 2011. https://web.archive.org/web/20110605102217/http://www.geolsoc.org.uk/gsl/society/history/page750.html. Läst 14 april 2011.